# Emma Pavanelli
Emma Pavanelli (Chiavari, 19 marzo 1973) è una politica italiana.

## Biografia
È nata a Chiavari (Genova), ma vive a Perugia. Frequenta la facoltà di lingue e letterature straniere moderne all'Università di Perugia senza però completare gli studi.

### Impegno politico
Prima dei non eletti in Umbria alle elezioni politiche del 2018, diviene senatrice il 31 luglio 2019, in seguito alla riassegnazione del seggio senatoriale del Movimento 5 Stelle rimasto vacante in Sicilia.
Dal 1º agosto 2019 è membro permanente della 13ª Commissione permanente (Territorio, ambiente, beni ambientali). È membro della commissione parlamentare di indirizzo e controllo su fenomeni di intolleranza, razzismo e istigazioni all'odio voluta dalla senatrice Liliana Segre.

Dal 27 giugno 2020 ha istituito il proprio ufficio parlamentare in una casa di riposo di Nocera Umbra per scongiurare lo sfratto dei 14 residenti della struttura autogestita nel locali della ASL Umbria 2. La vicenda era stata già ampiamente descritta da un'inchiesta nella trasmissione de Le Iene ed oltre 100.000 persone hanno sottoscritto la petizione su change.org. La situazione si era notevolmente aggravata quando, in piena emergenza COVID-19, il commissario regionale aveva inviato una lettera di sfratto agli ospiti della struttura. Dal 15 aprile 2021, diventa segretaria dell'ufficio di presidenza della Commissione Straordinaria per il Contrasto dei Fenomeni di Intolleranza, Razzismo, Antisemitismo e Istigazione all'Odio e alla Violenza. A maggio 2021 si espone contro la Lega di Matteo Salvini dopo il voto del partito a favore della restituzione del vitalizio ai condannati, insieme ad altri colleghi del M5S. A Giugno 2021 presenta il ddl Pavanelli sulla trasparenza dei voli di stato.
"Per estendere il regime di pubblicità dei voli di Stato anche a quelli effettuati dal presidente del Senato, dal presidente della Camera, dal presidente del Consiglio e dal presidente della Corte Costituzionale, attualmente esclusi da qualsiasi obbligo di pubblicità"
In occasione della Giornata Mondiale degli Oceani, l'8 giugno, ha partecipato al webinar Rigeneriamo il tessile per salvare gli oceani organizzato da Let’s do It! Italy.
Si ricandida alle elezioni politiche del 2022, questa volta alla Camera, dove è eletta all'interno del collegio plurinominale Umbria 01.
In seguito alla proclamazione, il 9 Novembre 2022 entra a far parte della X Commissione (Attività produttive, commercio e turismo) prendendone il ruolo di capogruppo. Il 12 Gennaio 2023 viene nominata Membro Supplente della commissione Consiglio d'Europa.
Il 3 Aprile 2024 presenta la mozione di sfiducia verso la Ministra del Turismo, Daniela Santanchè, al momento indagata per falso in bilancio e truffa ai danni dell'INPS.